# فهرست فرودگاه‌های ترینیداد و توباگو

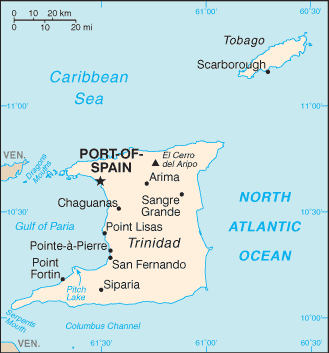
نقشهٔ ترینیداد و توباگو

این مقاله شامل فهرست فرودگاه‌های ترینیداد و توباگو است.

## فرودگاه‌ها
| فهرست شهرهای ترینیداد و توباگو | Island   | ایکائو | یاتا | نام فرودگاه                                     | مختصات                                                        |
| ------------------------------ | -------- | ------ | ---- | ----------------------------------------------- | ------------------------------------------------------------- |
| پرت آو اسپاین / Piarco         | ترینیداد | TTPP   | POS  | فرودگاه بین‌المللی پیارکو                        | ۱۰°۳۵′۴۳″ شمالی ۶۱°۲۰′۱۴″ غربی / ۱۰٫۵۹۵۲۸°شمالی ۶۱٫۳۳۷۲۲°غربی |
| اسکاربارو، توباگو / Canaan     | توباگو   | TTCP   | TAB  | فرودگاه بین‌المللی آرتور ناپلئون ریموند رابینسون | ۱۱°۰۸′۵۹″ شمالی ۶۰°۴۹′۵۶″ غربی / ۱۱٫۱۴۹۷۲°شمالی ۶۰٫۸۳۲۲۲°غربی |
| کووا                           | ترینیداد |        |      | Camden Base (Camden Airfield)                   | ۱۰°۲۵′۳۴″ شمالی ۶۱°۲۶′۲۳″ غربی / ۱۰٫۴۲۶۱۱°شمالی ۶۱٫۴۳۹۷۲°غربی |